# Wolter Gockinga (1812-1883)
Wolter Gockinga (Groningen, 31 januari 1812 — aldaar, 21 januari 1883) was een Nederlands beeldend kunstenaar.

## Biografie
Gockinga werd geboren in de Groningse adellijke familie Gockinga als zoon van mr. Reneke Gockinga (1785-1848), raadsheer bij het gerechtshof te Groningen, en Louise Christine Wolthers (1782-1823). Hij promoveerde in 1837 in zijn geboorteplaats in de rechten. Hij lijkt geen professioneel beroep te hebben uitgeoefend na zijn studie. Wel zou hij, volgens het RKD-Nederlands Instituut voor Kunstgeschiedenis en de daar vermelde bronnen, vanaf 1827 actief getekend en geschilderd hebben, als kopiist van oude meesters en als schilder van figuurvoorstellingen en portretten. Uit de overgeleverde bekende werken zocht hij zijn te portretteren personen vooral in zijn eigen, onder andere Groningse en familiekringen.
Gockinga beschikte zelf ook over een kunstcollectie zoals een stilleven van Willem Claesz. Heda (nu in Museum Boijmans Van Beuningen), Paulus geneest de kreupele in Lystra van Karel du Jardin (1663) en Jozef legt de bakker en de schenker hun dromen uit van Benjamin Gerritsz. Cuyp (beide nu in het Rijksmuseum Amsterdam).
Gockinga trouwde in 1842 met zijn volle nicht Gerarda Anna Paulina Wolthers (1818-1867) met wie hij zes kinderen kreeg, onder wie jhr. Scato Gockinga (1851-1943), burgemeester, en jkvr. Henriette Pauline Gockinga (1856-1935) die trouwde met archivaris jhr. mr. Johan Adriaan Feith (1858-1913). Nadat zijn vrouw was overleden, stichtte hij te harer gedachtenis het Gerarda Gockingahuis. Jhr. mr. W. Gockinga overleed zelf in zijn geboorteplaats op 80-jarige leeftijd.

## Werken afkomstig uit de collectie Gockinga

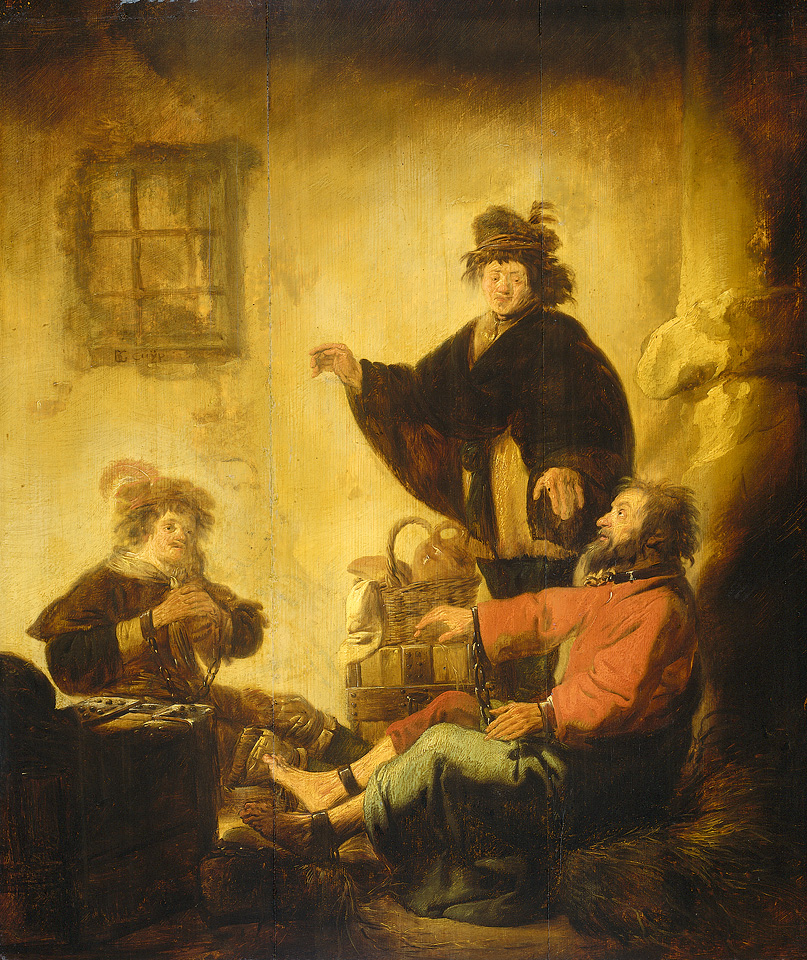
Jozef legt de bakker en de schenker hun dromen uit. door Benjamin Cuyp, 1630-1652, Rijksmuseum Amsterdam
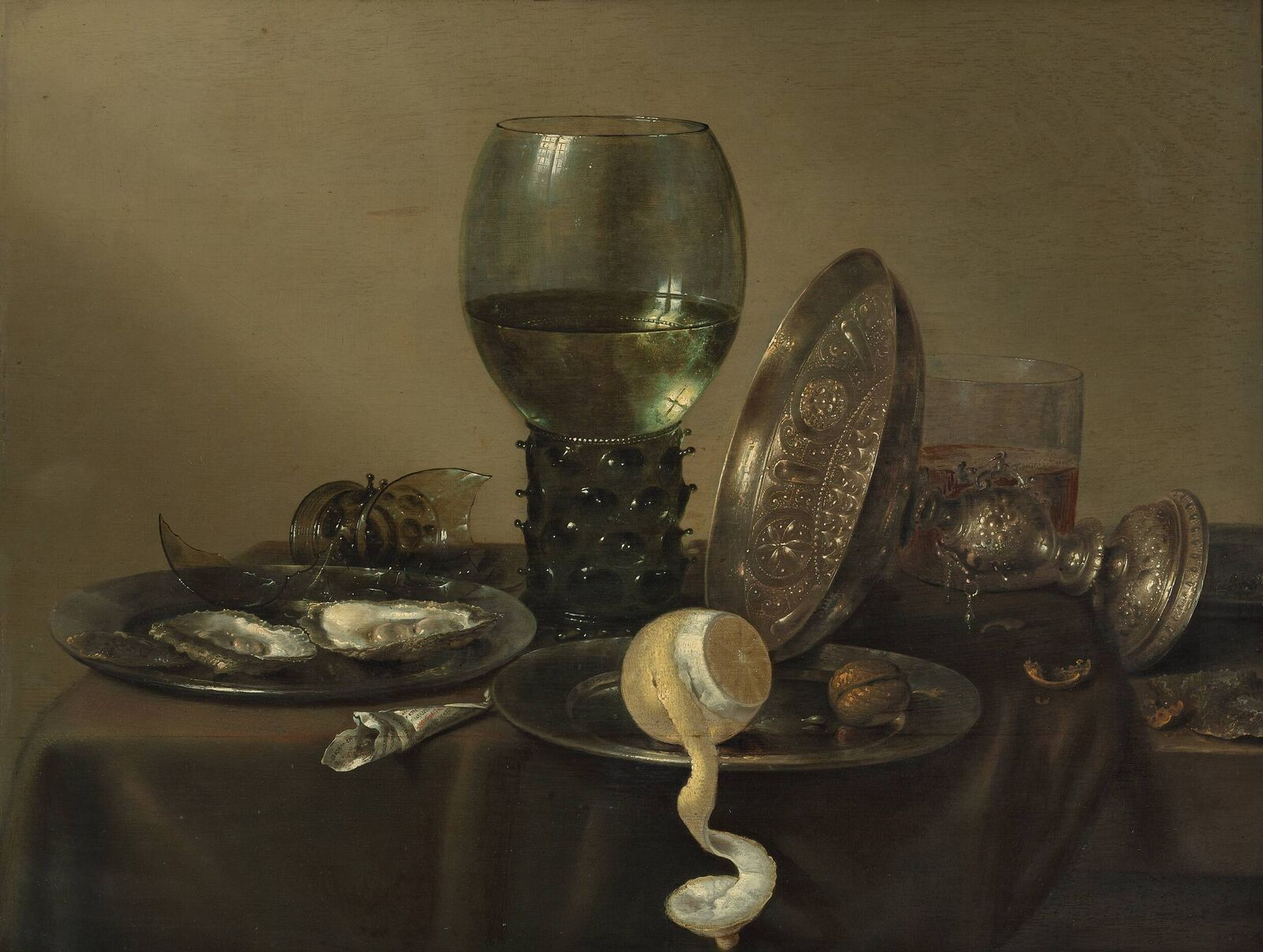
Stilleven met oesters, roemer, citroen en een zilveren pronkschaal, door Willem Claesz. Heda, 1634, Museum Boijmans van Beuningen
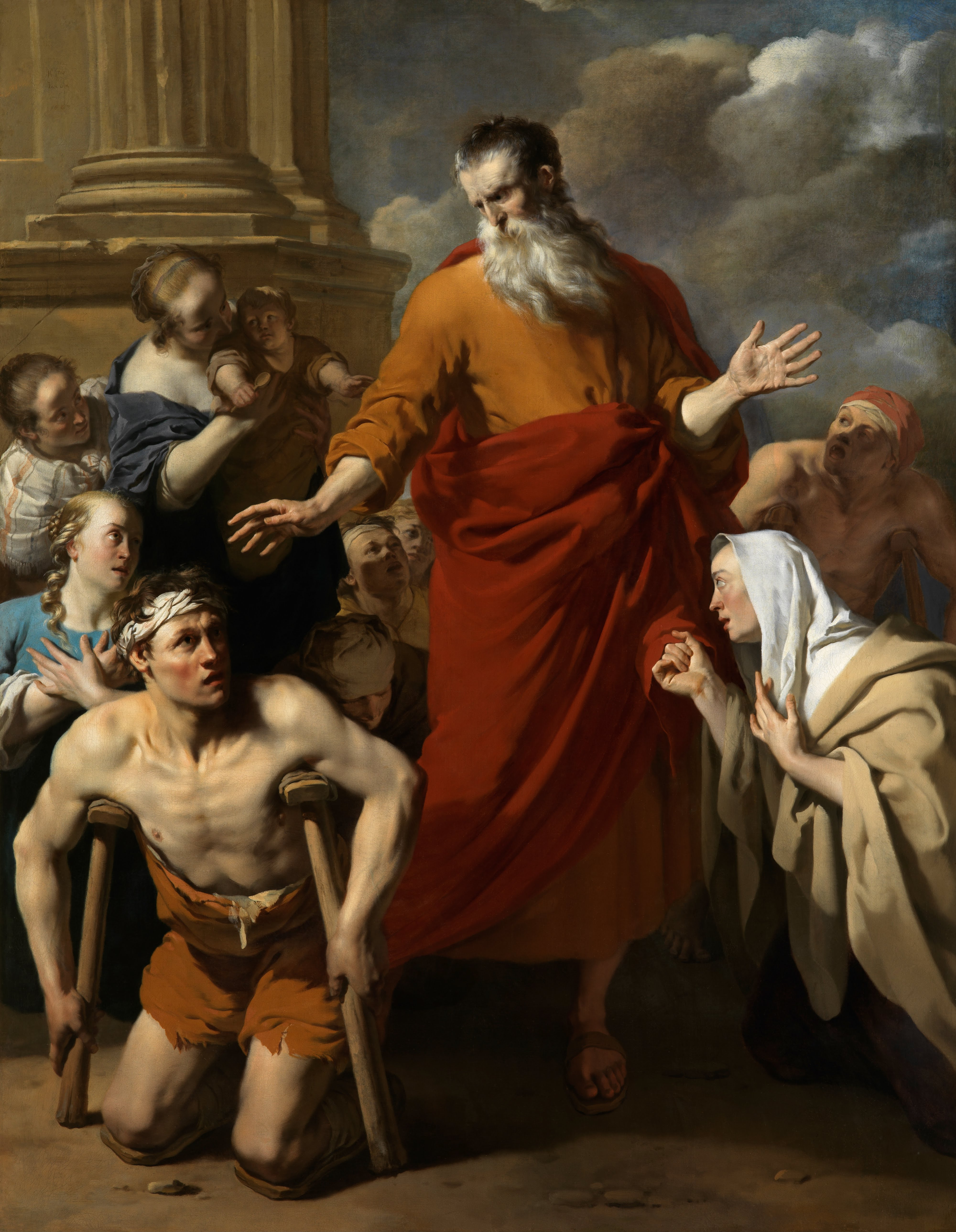
Paulus geneest de kreupele in Lystra, door Karel du Jardin, 1663, Rijksmuseum Amsterdam

## Werken door Gockinga

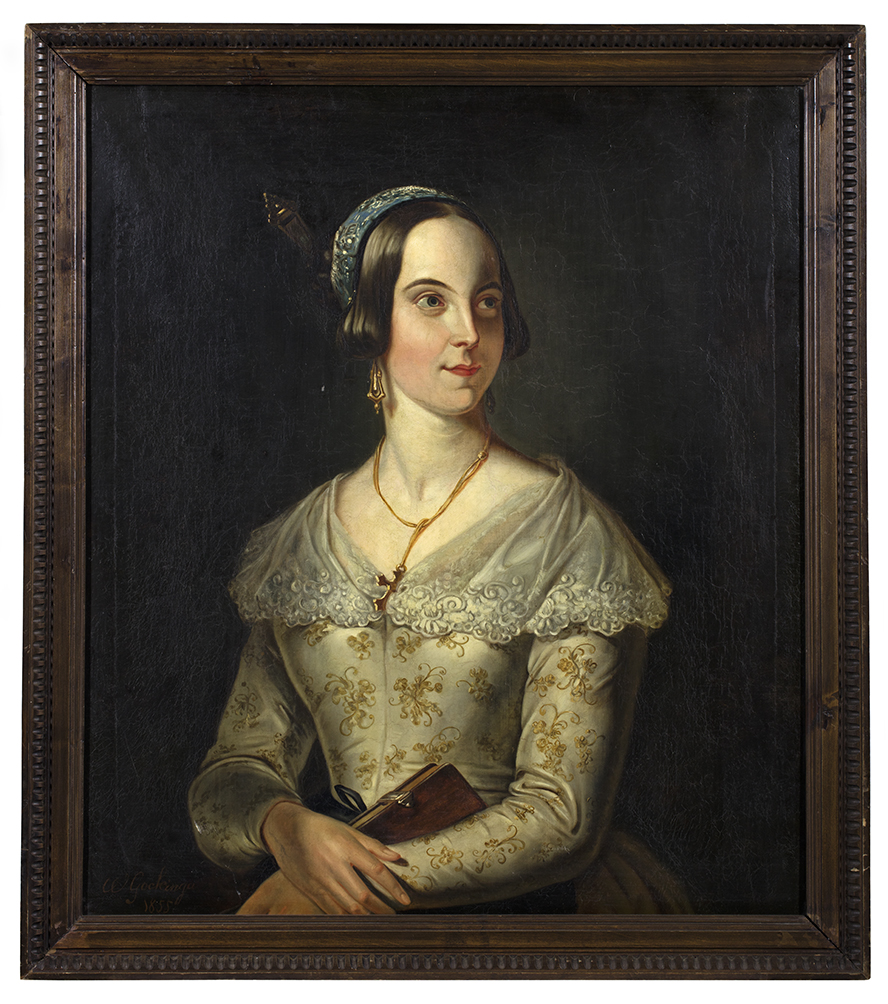
Onbekende jonge vrouw
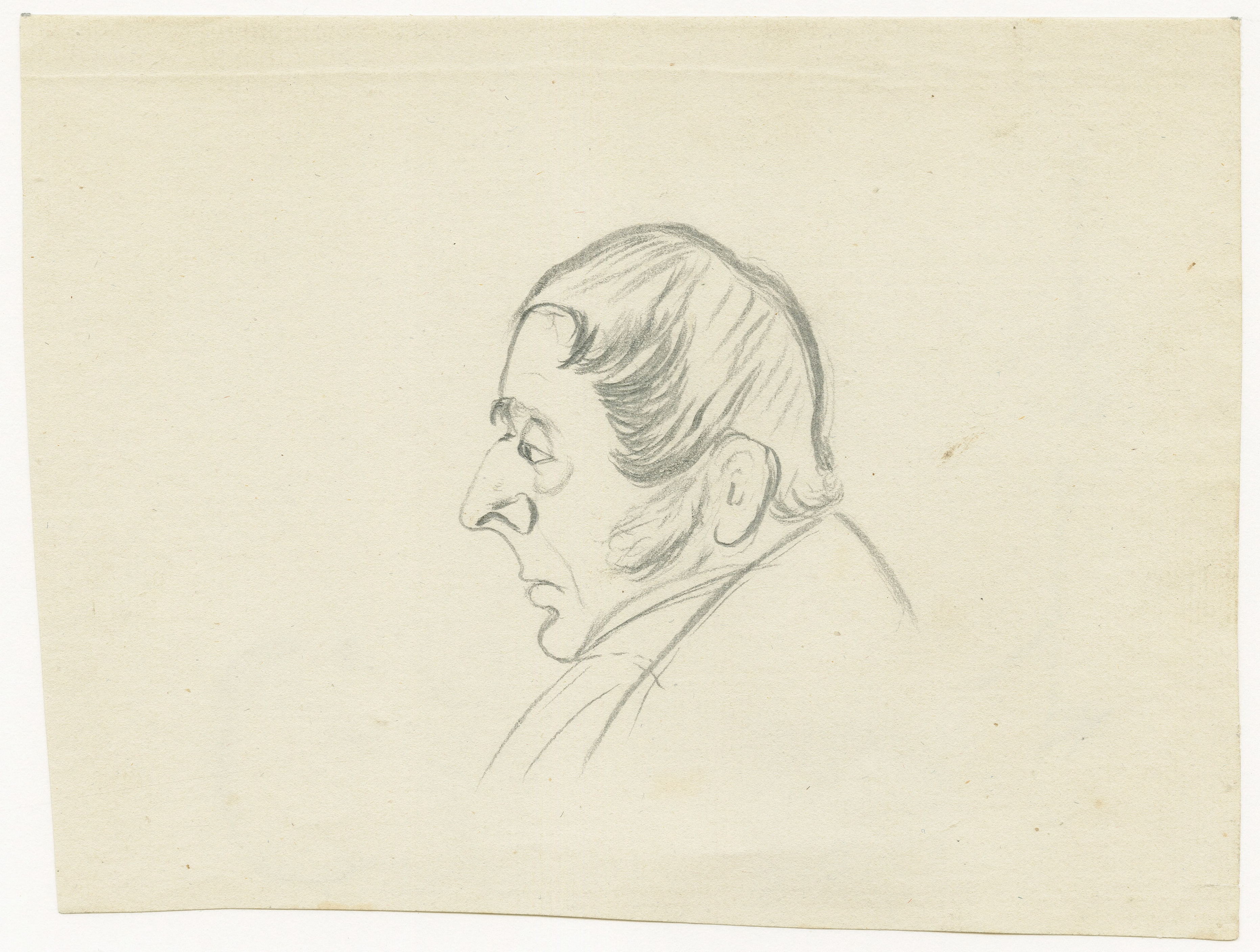
Franciscus Jacobus Joannes Cremers (1779-1845)
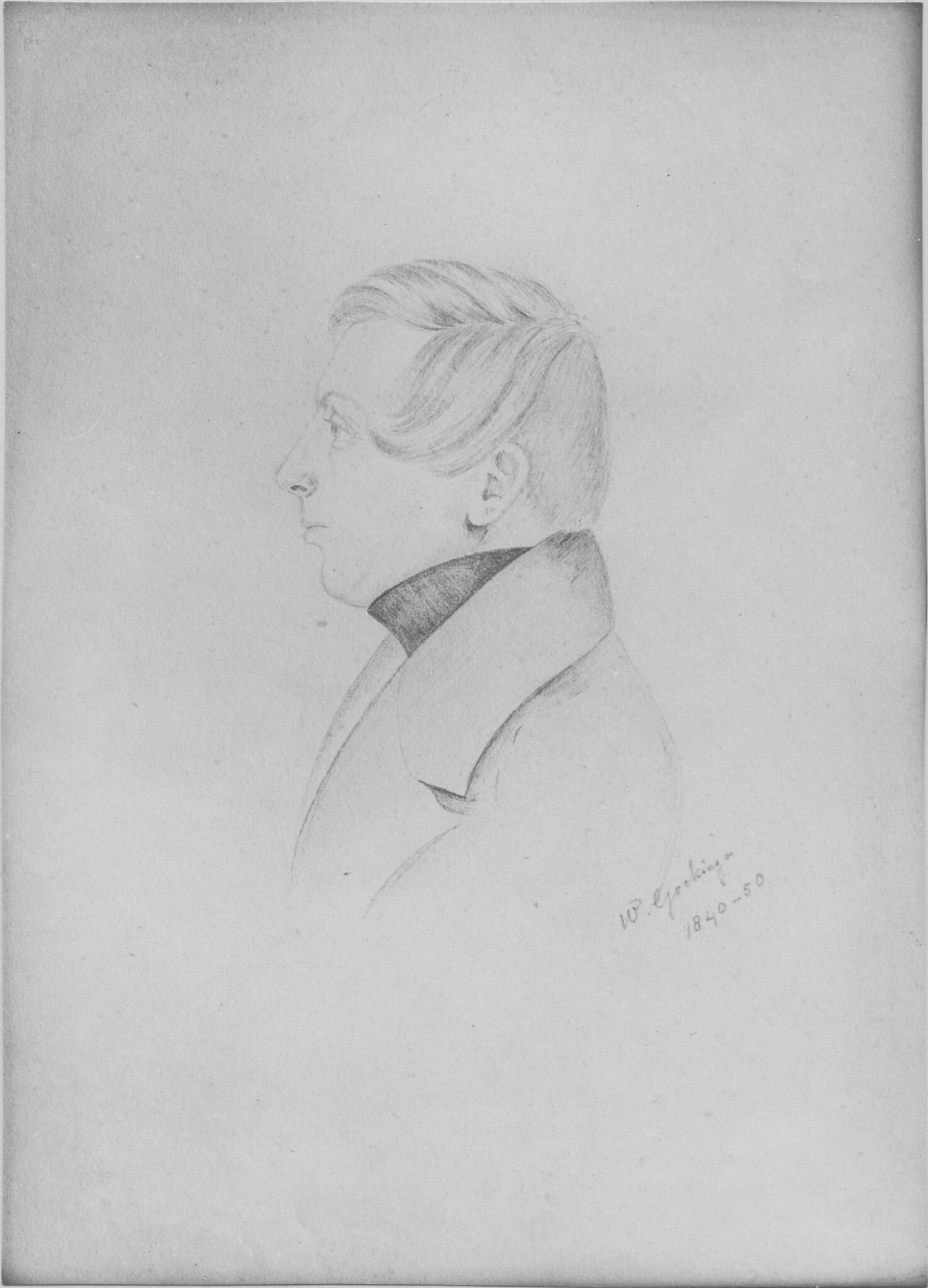
Hendrik Guichart Abresch (1812-1882)
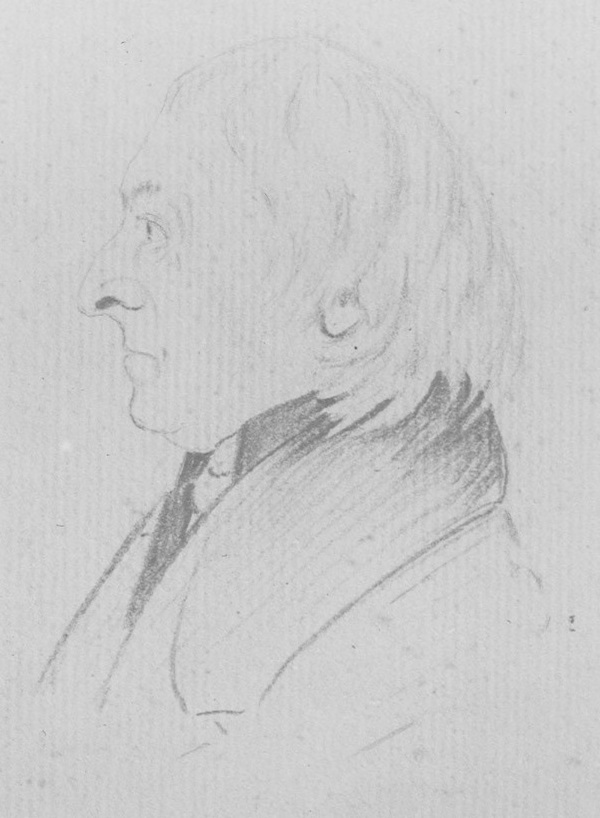
Reneke de Marees van Swinderen (1764-1848)